# (471) Papagena
(471) Papagena est un astéroïde de la ceinture principale.

## Description
(471) Papagena est un astéroïde de la ceinture principale découvert par Max Wolf le 7 juin 1901 à Heidelberg.
Il est nommé en référence à Papagena, un personnage de La Flûte enchantée (Die Zauberflöte), dernier opéra de Wolfgang Amadeus Mozart.